# Cyphostemma kilimandscharicum
Cyphostemma kilimandscharicum är en vinväxtart som först beskrevs av Ernest Friedrich Gilg, och fick sitt nu gällande namn av Descoings och Wild & R. B. Drumm.. Cyphostemma kilimandscharicum ingår i släktet Cyphostemma och familjen vinväxter. Utöver nominatformen finns också underarten C. k. jaegeri.